# 임규대
임규대(1972년 11월 2일 ~)는 빙그레 이글스에서 뛰었던 전 야구 선수다. 부천고등학교를 졸업했으며, 부천고의 첫 프로 진출 선수이기도 하다.

## 같이 보기
- 빙그레 이글스 연도별 선수 명단